# Stefan Svallfors
Kurt Stefan Svallfors, född 21 juni 1961 i Jockfall i Överkalix församling, Norrbotten, är en svensk sociolog.
Svallfors tog 1984 examen från Samhällsvetarprogrammet vid Umeå universitet och disputerade där i sociologi 1989. Han utsågs 1999 till professor i sociologi vid lärosätet, var åren 2008–2012 prefekt för sociologiska institutionen och åren 2010–2015 Baltic Scholar vid institutionen. Från 2011 har han varit affilierad forskare och forskningsledare vid Institutet för framtidsstudier. År 2016 utsågs han till professor i sociologi vid Södertörns högskola. Sedan 1 januari 2019 är han huvudsekreterare inom humaniora och samhällsvetenskap på Vetenskapsrådet.  
Svallfors är ledamot av Vetenskapsakademin (invald 2011) och bosatt på Värmdö.

## Biografi

### Bakgrund
Svallfors började studera sociologi 1981, tog examen 1984 och påbörjade därefter doktorandutbildningen. Avhandlingen som kom 1989 innefattade en av Sveriges första stora attitydundersökning om svenskarnas inställning till den offentliga sektorn och välfärdsstaten. Han anför själv att han återintroducerade attitydundersökningar inom sociologin.
1994 utsågs Svallfors till biträdande professor i sociologi vid Umeå universitet, för att 1999 utses till professor vid lärosätet. 2011 var Svallfors Fernand Braudel Fellow (gästforskare) vid European University Institute.

### Forskning
De forskningsområden Stefan Svallfors är verksam inom är studier av värderingar och attityder hos människor, kopplade till "sociala skiljelinjer och institutioner". Han deltar i flera studier som tar sin utgångspunkt i attitydundersökningar, såsom International Social Survey Program, European Social Survey och Välfärdsundersökningarna
Åren 2012–2016 drev han tillsammans med Christina Garsten och Bo Rothstein, på uppdrag av Institutet för framtidsstudier, projektet De policyprofessionella i välfärdsstaten, som bland annat syftade till att undersöka den grupp av personer som – till skillnad från folkvalda politiker – är anställda för att bedriva politik, till exempel i regeringskansliet, i partierna, i intresseorganisationer och vid tankesmedjor.
För sin forskning har han internationellt blivit inbjuden att hålla föredrag och genomföra presentationer av forskningsresultat.

### Nominering av Snowden till Nobels fredspris
Den 13 juli 2013 blev det offentligt att Svallfors nominerat visselblåsaren Edward Snowden, som avslöjade amerikanska NSA:s topphemliga signalspaningsprojekt PRISM, till Nobels fredspris 2013. Svallfors anför i sin motivering till Nobelkommitténs medlemmar:
| ” | Edward Snowden har – i en hjältemodig insats till stor personlig kostnad – avslöjat förekomsten och omfattningen av den övervakning den amerikanska regeringen ägnar elektronisk kommunikation världen över. Genom att sätta ljus på detta övervakningsprogram – som bedrivs i strid med nationell lagstiftning och internationella överenskommelser – har Edward Snowden bidragit till att göra världen en liten smula bättre och säkrare. | „ |

Svallfors anser att fredspriskommittén, genom att ge Snowden fredspriset, skulle kunna få tillbaka sitt goda rykte efter beslutet att ha tilldelat den amerikanska presidenten Barack Obama fredspriset 2009.
Svallfors nominering uppmärksammades runtom i världen.

## Publikationer i urval
- Svallfors, Stefan (1989). Vem älskar välfärdsstaten? Attityder, organiserade intressen och svensk välfärdspolitik. Lund: Arkiv, 1989. (doktorsavhandling)
- Svallfors, Stefan (Ed) (1995). In the Eye of the Beholder - Opinions on Welfare and Justice in Comparative Perspective. Stockholm: Bank of Sweden Tercentenary Foundation.
- Svallfors, Stefan (1996). Välfärdsstatens moraliska ekonomi. Välfärdsopinionen i 90-talets Sverige. Umeå: Boréa.
- Svallfors, Stefan och Taylor-Gooby, Peter (Eds.) (1999). The End of the Welfare State? Responses to State Retrenchment. London: Routledge.
- Svallfors, Stefan (2006). The Moral Economy of Class. Class and Attitudes in Comparative Perspective. Stanford. CA: Stanford University Press.
- Svallfors, Stefan (2000). Sidospår. Essäer om klass & politik. Umeå: Boréa.
- Svallfors, Stefan (2004). Klassamhällets kollektiva medvetande. Klass och attityder i jämförande perspektiv. Umeå: Boréa.
- Svallfors, Stefan (Ed.) (2005). Analyzing Inequality. Life chances and Social Mobility in Comparative Perspective.Stanford. CA: Stanford University Press.
- Svallfors, Stefan (Ed.) (2007). The Political Sociology of the Welfare State: Institutions, Social Cleavages and Orientations. Stanford, CA: Stanford University Press.
- Svallfors, Stefan (2012). Contested Welfare States. Welfare Attitudes in Europe and Beyond. Stanford University Press.
- Garsten Christina; Rothstein, Bo & Svallfors, Stefan (2015). Makt utan mandat. De policyprofessionella i svensk politik [Power Without Mandate. Policy Professionals in Swedish Politics] Stockholm: Dialogos.
- Svallfors, Stefan (2015). Kreativitetens människa: om konsten att ställa sig i hörnet och vikten av att vårda sina fiender [The Human of Creativity: On the Art of Putting Yourself in a Corner and the Importance of Keeping Your Enemies] Stockholm: Santérus.
- Svallfors, Stefan (2025). Retur Överkalix. Stockholm: Fri tanke.

### Citatförteckning
1. ↑  Bästa kommittémedlemmar!

Jag föreslår att 2013 års fredspris tilldelas den amerikanske medborgaren Edward Snowden.

Edward Snowden har – i en hjältemodig insats till stor personlig kostnad – avslöjat förekomsten och omfattningen av den övervakning den amerikanska regeringen ägnar elektronisk kommunikation världen över. Genom att sätta ljus på detta övervakningsprogram – som bedrivs i strid med nationell lagstiftning och internationella överenskommelser – har Edward Snowden bidragit till att göra världen en liten smula bättre och säkrare.

Genom sin personliga insats har han också visat att enskilda medborgare kan stå upp för grundläggande fri- och rättigheter. Detta exempel är viktigt eftersom det allt sedan Nürnbergrättegångarna 1945 stått klart att devisen ”jag lydde bara order” aldrig kan hävdas som ursäkt för handlingar som strider mot mänskliga fri- och rättigheter. Trots detta är det mycket ovanligt att enskilda samhällsmedborgare uppvisar den insikt om sitt personliga ansvar och det mod Edward Snowden visat i sitt avslöjande av det amerikanska övervakningsprogrammet. Även av denna anledning är han en synnerligen prisvärd kandidat.

Beslutet att tilldela 2013 års pris till Edward Snowden skulle – utöver att vara välmotiverat i sig självt – också bidra till att rädda Nobels fredspris från det vanrykte det ådrog sig genom det förhastade och illa genomtänkta beslutet att tilldela den amerikanske presidenten Barack Obama 2009 års pris. Det skulle visa att kommittén är beredd att stå upp till försvar för mänskliga fri- och rättigheter, även när ett sådant försvar ses med oblida ögon av världens dominerande militärmakt.

Med vänlig hälsning
Stefan Svallfors

Professor i sociologi vid Umeå universitet